# I lupi (Ivan Graziani)
I lupi è il quinto album di Ivan Graziani, pubblicato nel 1977 dall'etichetta discografica Numero Uno.

## Descrizione
L'album è il primo che ottiene un certo successo, anche per il traino di Lugano addio, la canzone che viene pubblicata su 45 giri insieme alla title track (#19 posto della Hit Parade).
Alla realizzazione del disco collabora Antonello Venditti, con cui Graziani aveva suonato nell'album Ullàlla e nel tour successivo.
Il disco fu registrato nello studio Il Mulino, che Mogol aveva allestito ad Anzano del Parco (Como), con il tecnico del suono Riccardo Pizzamiglio, allo studio Regson di Milano con il fonico Gianni Prudente ed agli studi RCA di Roma (solo i brani Ninna nanna dell'uomo e Il topo nel formaggio).
Tutte le canzoni sono scritte da Ivan Graziani ed edite dalle edizioni musicali Universale
Ninna nanna dell'uomo è l'unica canzone in dialetto abruzzese incisa da Ivan Graziani nella sua carriera.
L'album è stato ristampato in CD nel 1997 dalla BMG Ricordi (numero di catalogo 74321460202).

## Tracce
Parole e musica di Ivan Graziani
Lato A
1. I lupi – 4:59
2. Motocross – 5:30
3. Zorro – 3:05
4. Ninna nanna dell'uomo – 4:07

Lato B
1. Lugano addio – 4:37
2. Eva – 4:26
3. Il topo nel formaggio – 4:18
4. Il soldo – 3:50

## Formazione
- Ivan Graziani - voce, cori, chitarra acustica, chitarra elettrica, mandolino, dobro
- Claudio Maioli - pianoforte, Fender Rhodes
- Hugh Bullen - basso
- Walter Calloni - batteria
- Gaio Chiocchio - chitarra, sintetizzatore (brano: Ninna nanna dell'uomo)
- Gino D'Eliso - pianoforte, celeste (brani: Ninna nanna dell'uomo e Il soldo)
- Piero Montanari - basso (brani: Ninna nanna dell'uomo e Il topo nel formaggio)
- Antonello Venditti - pianoforte, eminent, organo Hammond (brani: Ninna nanna dell'uomo e Il topo nel formaggio)
- Derek Wilson - batteria (brani: Ninna nanna dell'uomo e Il topo nel formaggio)

Note aggiuntive
- Ivan Graziani - produttore, arrangiamenti
- Registrazioni effettuate negli studi Il mulino di Anzano del Parco, Milano; negli studi Regson di Milano; studi RCA di Roma
- Riccardo Pizzamiglio - tecnico del suono (studi Il mulino)
- Gianni Prudente - tecnico del suono (studi Regson)
- Maurizio Montanesi - tecnico del suono (studi RCA)
- Tanino Liberatore - copertina[2]